# 陽水生誕
『陽水生誕 アンドレ・カンドレから陽水へ』（ようすいせいたん アンドレ・カンドレからようすいへ）は、1975年7月にリリースされた井上陽水のコンピレーション・アルバムである。

## 解説
- 本人の許諾を得ずに強引にリリースされたインディーズ盤。そのため、1ヶ月ほどで発売禁止・回収となった。
- SIDE Aはアンドレ・カンドレ時代のシングル曲が収録されている。
- SIDE Bはザ・モップスの解散コンサート出演時のライヴ音源などが収録されていた。B-2,3,4の歌詞は製作過程の音源のためか、スタジオ盤の歌詞と異なる部分が多い。特にB-2は、おもにアコースティック・ギターの弾き語りで録音され、歌詞はスタジオ盤とは全く異なる。

## 収録曲
- 全作詞・作曲:井上陽水（特記以外）

### SIDE A
1. カンドレ・マンドレ
編曲:小室等
2. 終りがないのは
編曲:小室等
3. ビューティフル・ワンダフル・バーズ
編曲:小室等
4. 闇のなかで
編曲:小室等
5. さあおぬぎ
作詞:松山猛／作曲:加藤和彦／編曲:土持城夫
6. 花にさえ鳥にさえ
作詞:松山猛／作曲:加藤和彦／編曲:土持城夫

### SIDE B
1. 窓をあけろ
2. 神無月にかこまれて
3. ハッピー・バースデー
4. 二色の独楽
5. 傘がない (井上陽水 with モップス)
6. SHE LOVES YOU (井上陽水 with モップス)
作詞・作曲:JOHN LENNON, PAUL McCARTNEY
7. I SAW HER STANDING THERE (井上陽水 with モップス)
作詞・作曲:JOHN LENNON, PAUL McCARTNEY